# Hymn Węgier
Isten, áldd meg a magyart („Boże zbaw Węgrów”, znany również jako A magyar nép zivataros századaiból – „Z burzliwych wieków węgierskiego ludu”) – hymn państwowy Węgier.
Słowa napisał Ferenc Kölcsey w 1823 roku, jeden z największych węgierskich poetów okresu reform, a zarazem działacz ludowy. Po raz pierwszy został opublikowany w 1828 roku pod tytułem Himnusz (Hymn). Muzykę skomponował w 1844 roku Ferenc Erkel, twórca węgierskiej opery narodowej.
Pierwszy raz publicznie wykonany był w obecności władz państwowych w Teatrze Narodowym w Peszcie w 1844 roku, oficjalnie przyjęty w 1903 roku. Ponieważ odwoływał się do Boga, decyzją komunistycznego rządu od roku 1949 wykonywany był wyłącznie w wersji instrumentalnej. Po powstaniu w 1956 roku przywrócono tekst hymnu i w takiej formie jest wykonywany. Od 2012 r. hymn jest wpisany do konstytucji Węgier.
Tłumaczenie na język polski wykonał Józef Waczków.
Czasami w miejsce Isten, áldd meg a magyart wykonywana jest pieśń Szózat.

## Tekst utworu[1]
Himnusz
 
Isten, áldd meg a magyart

Jó kedvvel, bőséggel,

Nyújts feléje védő kart,

Ha küzd ellenséggel;

Bal sors akit régen tép,

Hozz rá víg esztendőt,

Megbűnhődte már e nép

A múltat s jövendőt!

Őseinket felhozád

Kárpát szent bércére,

Általad nyert szép hazát

Bendegúznak vére.

S merre zúgnak habjai

Tiszának, Dunának,

Árpád hős magzatjai

Felvirágozának.

Értünk Kunság mezein

Ért kalászt lengettél,

Tokaj szőlővesszein

Nektárt csepegtettél.

Zászlónk gyakran plántálád

Vad török sáncára,

S nyögte Mátyás bús hadát

Bécsnek büszke vára.

Hajh, de bűneink miatt

Gyúlt harag kebledben,

S elsújtád villámidat

Dörgő fellegedben,

Most rabló mongol nyilát

Zúgattad felettünk,

Majd töröktől rabigát

Vállainkra vettünk.

Hányszor zengett ajkain

Ozman vad népének

Vert hadunk csonthalmain

Győzedelmi ének!

Hányszor támadt tenfiad

Szép hazám, kebledre,

S lettél magzatod miatt

Magzatod hamvvedre!

Bújt az üldözött, s felé

Kard nyúlt barlangjában,

Szerte nézett s nem lelé

Honját e hazában,

Bércre hág és völgybe száll,

Bú s kétség mellette,

Vérözön lábainál,

S lángtenger fölette.

Vár állott, most kőhalom,

Kedv s öröm röpkedtek,

Halálhörgés, siralom

Zajlik már helyettek.

S ah, szabadság nem virul

A holtnak véréből,

Kínzó rabság könnye hull

Árvák hő szeméből!

Szánd meg Isten a magyart

Kit vészek hányának,

Nyújts feléje védő kart

Tengerén kínjának.

Bal sors akit régen tép,

Hozz rá víg esztendőt,

Megbűnhődte már e nép

A múltat s jövendőt!
Hymn
przykładowe tłumaczenie
Boże, zbaw Węgrów

I obdarz ich swymi łaskami!

Wspomóż swą pomocą słuszną sprawę

Przeciw której walczą Twoi wrogowie.

Los, który tak długo Węgrami pomiatał,

Przynieś im szczęśliwy;

Ucisz ich smutki, które przygniatają

I odpuść przeszłe i przyszłe grzechy.

Z Twoją pomocą nasi ojcowie

Stali się dumą świętych Karpat;

Z Twoją pomocą znaleźli swój dom

Potomkowie rycerza Bendegúza.

Tam gdzie płyną wody Dunaju

A struga Cisy obmywa

Dzieci Arpadów, z Twojej łaski

Dobrze i dostatnio żyjące.

Daj nam uprawiać złote ziarna

Na polach Kún,

I pozwól srebrnemu deszczowi

Zraszać winne grona Tokaju.

Ty zawiesiłeś nasze sztandary

Nad fortecami przeciw dzikim Turkom;

Dumny Wiedeń położyłeś

U stóp króla Macieja.

Lecz niestety, przez nasze winy

Gniew Twój wzbudziliśmy

I Twe gromy poczęły spadać

Na nas z nieba przepełnionego gniewem.

Mongolska strzała przeleciała

Nad naszymi głowami

I zaznaliśmy jarzma tureckiego,

Gnębiącego narody wolnych.

Jakże często słyszeliśmy głos

Dzikich hord Osmańskich,

Cieszących się

Ze zdobycznych mieczy naszych bohaterów!

Jakże często Twoi synowie

Powstawali nad tą ziemią!

A ty dawałeś im ich groby

W tej, którą sami orali!

Choć wróg skryty w jamach

Drży przed atakiem,

Choć przychodzi, by szpiegować,

Nie ma w naszej ziemi domu.

Góry, doliny – gdzieby nie poszedł

Smutek i żałość go otoczą.

Nad morzem krwi

Morze płomieni.

Ponad fortecą obróconą wniwecz

Dawniej radość znajdowaliśmy;

Dziś jedynie jęki i westchnienia

Wznoszą się nad jej murami.

I kwiat wolności nie zakwita

Z rozlanej krwi poległych,

I łzami niewolników płoną

Łzy rozlane naszych sierot.

Zlituj się więc Panie nad Węgrami,

Miotanymi falami gniewu;

Wspomóż ich Swą mocną dłonią

Gdy na morzu cierpienia grozi im zatrata.

Los, którym tak długo ich karałeś,

Przynieś im szczęśliwy

Uśmierzając smutek znany od tak dawna,

I wszystkie grzechy wszystkich dni.